# Rebelião dos sargentos e suboficiais da Base Aérea de Canoas
A Rebelião dos sargentos e suboficiais da Base Aérea de Canoas foi uma rebelião de praças da Aeronáutica ocorrida em agosto de 1961, no período entre a renúncia de Jânio Quadros e a posse de João Goulart como Presidente da República sob o Regime Parlamentarista, no sentido de não cumprir às ordens dadas pelos oficiais da base em preparar suas aeronaves para uma missão. A Ordem de Bombardeio ao Palácio Piratini  fora dada pelos ministros militares para atingir a sede do governo estadual gaúcho, pois o então Governador do Rio Grande do Sul, Leonel Brizola, estava em campanha pela posse de João Goulart, enquanto os ministros militares se negavam a dar posse a este.

## História
Segundo relatos do suboficial da aeronáutica Caetano Ângelo Vasto, no dia 25 de agosto, data da renúncia do presidente Jânio Quadros, começou na Base Aérea de Canoas uma movimentação de aviões DC3 que chamou a atenção de vários militares. Antes do final do dia, foi declarada a prontidão não só na base, mas como em toda a 5° Zona Aérea, sem a possibilidade de saída do pessoal até que saíssem da prontidão. Os militares nessa situação tinham dificuldade de obter informações do que acontecia fora, pois estavam incomunicáveis. Sua única fonte de informação para com o mundo exterior era a estação de rádio da própria base e alguns mini-rádios de pilha, comuns à época, o que possibilitou-os a ter contato com a Campanha da Legalidade feita por Brizola. 
Com muita informação desencontrada nos primeiros dias, mas já sabendo da gravidade da situação pela qual o país passava, e vendo o cotidiano da base aérea se alterar com o passar das horas, os militares legalistas, quase todos praças, sargentos e suboficiais da base resolveram quebrar a hierarquia pensando em evitar um mal maior. A gota d'água viria no dia 27 de Agosto, quando chegaria ao grupo de suboficiais e sargentos encarregados da manutenção das aeronaves à ordem de preparar todos os aviões e os equipamentos individuais dos pilotos, a fim de decolarem em missões. Estes seriam carregados com munição pesada cuja norma de segurança vigente era de que as aeronaves com elas carregadas não poderiam pousar, sendo necessárias "descarregá-las" antes do pouso. Isto chamou a atenção do grupo. 
A esta altura dos acontecimentos, os militares legalistas já sabiam, veladamente, que por ordem do então Ministro da Aeronáutica, Brigadeiro Grun Moss, caberia ao Esquadrão de sua base aérea, silenciar o Governador Leonel Brizola em ativa campanha pela posse de João Goulart. Os oficiais que deram a ordem para o carregamento das aeronaves descreveram a operação como uma missão de treinamento cujo destino final seria São Paulo, o que não teve credibilidade perante os legalistas. Foi então que estes decidiram sabotar a operação e afrontar o comando não cumprindo as ordens que lhes eram impostas de carregarem os aviões e estarem disponíveis para a missão. 
A adesão de descumprir as ordens foi unânime entre sargentos e suboficiais sendo seguidos também por vários praças e soldados. A partir daquele momento, os legalistas de tudo fariam para que as aeronaves de sua base aérea não levantassem voo. Estavam em situação extremamente desvantajosa, pois, além de incomunicáveis, foram mantidos desarmados por seus superiores que mantinham-se armados. Estes, quando souberam da insubordinação, lhes ameaçaram com suas armas e por pouco uma tragédia não ocorreu, tendo os legalistas sido salvos por um outro grupo de soldados que mantinha-se armado e veio em seu socorro quando os oficiais superiores ameaçaram revidar com fogo à insubordinação. 
Passados os momentos de maior perigo de um confronto, o grupo de legalistas ainda viria a esvaziar os pneus das aeronaves e sumir com as chaves que ligavam o compressor além de obstruir a pista com tonéis e caminhões pipa, o que na prática significava a impossibilidade dos aviões levantarem voo mesmo que os oficiais estivessem determinados a tal. Um grupo de sargentos também viria ao encontro de Brizola no Palácio Piratini para avisar que a situação já estava sob controle e que não haveria bombardeio. Concomitantemente a isso, Brizola conseguiria o apoio do III° Exército no comando do General Machado Lopes, o qual designaria uma parte de sua tropa para apaziguar os ânimos na base aérea. O general também daria a ordem para desobstruir a pista e preparar os aviões para seguirem em missão, estando estes, porém desarmados. A Marinha do Brasil também teve participação no ocorrido, pois estava prevista a chegada do contratorpedeiro Ajuricaba no porto de Rio Grande  para reconhecimento e bloqueio do porto contra os legalistas, sendo que houve uma rebelião a bordo, com o aprisionamento dos oficiais conspiradores pelos militares de baixa patente.